# Wadati Kiyoo
Wadati Kiyoo (和達 清夫 Hoà Đạt Thanh Phu) (1902-1995) là nhà địa chấn học làm việc ở Trung tâm Quan sát Khí tượng của Nhật Bản, nghiên cứu về các trận động đất sâu (đới hút chìm). Tên ông gắn liền với đới Wadati-Benioff. Bài báo năm 1928 của Wadati đề cập đến các trận động đất nông và sâu, so sánh sự chuyển động cực đại trên bề mặt với khoảng cách từ chấn tâm, đã giúp Charles Richter phát triển thang độ lớn động đất năm 1935.